# Setmanari Felanitx
El Setmanari Felanitx és una publicació periòdica setmanal que de manera ininterrompuda, excepte un breu parèntesi entre abril de 1941 i octubre de 1943, es publica a la ciutat de Felanitx. El primer número es publicà el 3 d'agost de 1935.

## Època fundacional[calcitació]
El Felanitx nasqué en una època convulsa. Fou fundat per la CEDA, s'imprimí a l'editorial Ramon Llull i sortia els dissabtes. Tot i que nominalment el seu director era Joan Estelrich, conegut publicista resident a Barcelona, qui exercia les funcions de direcció era Joan Obrador Tauler. En aquella primera època, el seu contingut es podia dividir en tres blocs: la part diguem-ne doctrinària, els articles de col·laboració i la part destinada a informació local.

## La guerra civil
De l'aixecament del 18 de juliol el setmanari no en pogué donar la notícia, ja que, precisament, va escaure en dissabte. El divendres 24 publicà un full, amb convocatòries a sengles juntes, aquella mateixa nit, per als socis d'APA i per la secció femenina del mateix partit. El dissabte 1 d'agost publicà un editorial amb el títol d'Arriba España i un article amb el de El Ejército y el Pueblo. A partir de llavors, el seu contingut el monopolitzen, gairebé, els textos que exalten el nou estat de coses.
Com a conseqüència del decret d'abril de 1937, la Falange es fa càrrec del setmanari a partir del número 99, del 17 de juliol, cap de la Falange local. Al nom de la publicació s'hi afegí "Semanario de Falange Española Tradicionalista y de las JONS".
El desembre del mateix any, per orde del marquès de Zayas, cap provincial de la Falange, el Felanitx passa als seus propietaris i el director fou Sebastià Pou Grimalt. Desaparegueren els emblemes falangistes i el subtítol es reduí a "Semanario de intereses locales". No obstant això, i per si de cas, a la primera plana es podia llegir en caràcters destacats "¡Saludo a Franco! ¡Viva España!".

## La postguerra[calcitació]
Els anys quaranta del segle foren marcats per tota mena de restriccions, la retòrica dels discursos i el silenci dels vençuts. A causa de les restriccions de paper es reduí el seu format: un full de paper d'estrassa i color de palla. Aquesta restricció de paper encara s'agreujà i el setmanari deixà de publicar-se entre el 21 d'abril de 1941 i el 2 d'octubre de 1943. A partir d'aquesta data es retornà al format habitual de quatre fulls, amb el títol i l'escut de la ciutat. La temàtica religiosa era quasi omnipresent a les seves planes (editorials i col·laboracions); l'esport i les notícies locals acabaven d'omplir-les.
Avançada la dècada dels cinquanta, adoptà un nou format, augmentant fins a vuit el nombre de planes. Experimentà una major diversitat en els continguts: editorials, entrevistes, cartes al director, articles literaris, informació eclesial i temes d'espiritualitat. També hi trobam poesia en llengua catalana, tot i que els títols i dedicatòries s'havien d'escriure en castellà.

## A partir dels anys seixanta[calcitació]
A partir del número 1188 (17 de desembre de 1960), el setmanari inicià una nova etapa. Per un canvi generacional, la direcció recau en Joan i Bartomeu Pou Jaume, fills de l'anterior director. Hi hagué nous col·laboradors i noves seccions, d'acord amb els temps d'obertura que es començaven a viure a Mallorca.
L'any 1975, el setmanari rebia la medalla d'argent de la ciutat de Felanitx, imposada solemnement pel batle a Bartomeu Pou Jaume.

## Temps de democràcia
A partir de 1978, amb les eleccions municipals, s'inicià una nova etapa. El tema polític desperta l'interès de la gent i els lectors s'apassionen pels temes municipals. Augmenten les col·laboracions i el setmanari es converteix en un espai de debat i controvèrsia.

## A partir de 2011
Bartomeu Pou es jubila i decideix fer donació gratuïta de la capçalera a la delegació local de l'Obra Cultural Balear, la qual crea l'associació cultural Setmanari de Felanitx, que es fa càrrec de la direcció i l'edició. Sense rompre la línia editorial d'obertura a totes les opinions del poble, el setmanari augmenta el nombre de planes i de col·laboradors, eventuals i estables. També incrementa el nombre de lectors. Es millora la qualitat de l'edició i augmenta el nombre de lectors.
En aquest període augmenten les col·laboracions i els articles d'opinió, que en moltes ocasions tracten temes que van més enllà de la temàtica local i abasten l'interés general, polític, literari i de divulgació.
En aquesta etapa, el setmanari ha desenvolupat aiximateix una important tasca d'edició de llibres d'autors locals. Pou Jaume moriria el gener de 2022.